# Saison PIHA 2006
Navigation
2005 2007
La saison 2006 est la cinquième saison de la Professional inline hockey association.
Les Philadelphia Growl sont sacrés champions et remportent la coupe Founders (Founders Cup).